# Polk City (Floryda)
Polk City – miasto w Stanach Zjednoczonych, w stanie Floryda, w hrabstwie Polk.